# Waarom fluister ik je naam nog
"Waarom fluister ik je naam nog" is een nummer van de Nederlandse zanger Benny Neyman. Het nummer verscheen op zijn album Het zwarte goud uit 1984. In 1985 werd het nummer uitgebracht als de vijfde en laatste single van het album.

## Achtergrond
"Waarom fluister ik je naam nog" is een vertaling van het Griekse nummer "An anoíxeis tin kardiá mou", geschreven door Nikos Ignatiadis en voor het eerst opgenomen door Bessy Argiraki in 1982. Neyman schreef er zelf een Nederlandse tekst bij, die gaat over een voormalige liefde die hij niet kan vergeten. Zijn versie werd geproduceerd door Will Hoebee. Neyman zou later nog een aantal nummers van Ignatiadis vertalen en uitbrengen. Ook "Paardestaarten", de B-kant van de single, is een cover van een Grieks nummer. Deze werd geschreven door Takis Karnatsos onder de titel "Mia thalassa ghalazia".
Neyman kwam zelf met het idee om "Waarom fluister ik je naam nog" op te nemen. Op vakantie in Griekenland kocht hij een aantal albums die hij meenam naar Nederland. Het werd oorspronkelijk niet goed genoeg bevonden om als single te worden uitgebracht. Nadat een aantal andere singles van het album flopten, kwam Willem van Kooten met het idee om dit nummer als single uit te brengen. Hoebee maakte een nieuwe mix van het nummer, waarin hij extra percussie toevoegde.
"Waarom fluister ik je naam nog" groeide uit tot de grootste hit van Neyman. Het werd in Nederland zijn enige nummer 1-hit in zowel de Top 40 als de Nationale Hitparade, terwijl de single in Vlaanderen de vierde plaats in de voorloper van de Ultratop 50 haalde. Naar aanleiding van het succes nam Neyman een album op met enkel composities van Ignatiadis, die lange tijd in Nederland woonde.
Neyman bracht "Waarom fluister ik je naam nog" ook in het Duits uit. Onder de titel "Dann ruf ich wieder deinen Namen" werd het een hit in Duitsland. De Belgische band De Strangers brachten in 2002 een andere vertaling van het nummer uit met de titel "Waarom stinkte' nor de look", geschreven door Luc Smets.
In 2025 werd het lied door Eva Simons gezongen in The Passion.

## Hitnoteringen

### Nederlandse Top 40
| Hitnotering: 22-06-1985 t/m 05-10-1985 | Hitnotering: 22-06-1985 t/m 05-10-1985 | Hitnotering: 22-06-1985 t/m 05-10-1985 | Hitnotering: 22-06-1985 t/m 05-10-1985 | Hitnotering: 22-06-1985 t/m 05-10-1985 | Hitnotering: 22-06-1985 t/m 05-10-1985 | Hitnotering: 22-06-1985 t/m 05-10-1985 | Hitnotering: 22-06-1985 t/m 05-10-1985 | Hitnotering: 22-06-1985 t/m 05-10-1985 | Hitnotering: 22-06-1985 t/m 05-10-1985 | Hitnotering: 22-06-1985 t/m 05-10-1985 | Hitnotering: 22-06-1985 t/m 05-10-1985 | Hitnotering: 22-06-1985 t/m 05-10-1985 | Hitnotering: 22-06-1985 t/m 05-10-1985 | Hitnotering: 22-06-1985 t/m 05-10-1985 | Hitnotering: 22-06-1985 t/m 05-10-1985 | Hitnotering: 22-06-1985 t/m 05-10-1985 | Hitnotering: 22-06-1985 t/m 05-10-1985 |
| Week                                   | 1                                      | 2                                      | 3                                      | 4                                      | 5                                      | 6                                      | 7                                      | 8                                      | 9                                      | 10                                     | 11                                     | 12                                     | 13                                     | 14                                     | 15                                     | 16                                     |                                        |
| -------------------------------------- | -------------------------------------- | -------------------------------------- | -------------------------------------- | -------------------------------------- | -------------------------------------- | -------------------------------------- | -------------------------------------- | -------------------------------------- | -------------------------------------- | -------------------------------------- | -------------------------------------- | -------------------------------------- | -------------------------------------- | -------------------------------------- | -------------------------------------- | -------------------------------------- | -------------------------------------- |
| Positie                                | 38                                     | 26                                     | 16                                     | 11                                     | 8                                      | 3                                      | 3                                      | 2                                      | 2                                      | 1                                      | 2                                      | 3                                      | 8                                      | 13                                     | 18                                     | 28                                     | uit                                    |

### Nationale Hitparade
| Hitnotering: 15-06-1985 t/m 19-10-1985 | Hitnotering: 15-06-1985 t/m 19-10-1985 | Hitnotering: 15-06-1985 t/m 19-10-1985 | Hitnotering: 15-06-1985 t/m 19-10-1985 | Hitnotering: 15-06-1985 t/m 19-10-1985 | Hitnotering: 15-06-1985 t/m 19-10-1985 | Hitnotering: 15-06-1985 t/m 19-10-1985 | Hitnotering: 15-06-1985 t/m 19-10-1985 | Hitnotering: 15-06-1985 t/m 19-10-1985 | Hitnotering: 15-06-1985 t/m 19-10-1985 | Hitnotering: 15-06-1985 t/m 19-10-1985 | Hitnotering: 15-06-1985 t/m 19-10-1985 | Hitnotering: 15-06-1985 t/m 19-10-1985 | Hitnotering: 15-06-1985 t/m 19-10-1985 | Hitnotering: 15-06-1985 t/m 19-10-1985 | Hitnotering: 15-06-1985 t/m 19-10-1985 | Hitnotering: 15-06-1985 t/m 19-10-1985 | Hitnotering: 15-06-1985 t/m 19-10-1985 | Hitnotering: 15-06-1985 t/m 19-10-1985 | Hitnotering: 15-06-1985 t/m 19-10-1985 | Hitnotering: 15-06-1985 t/m 19-10-1985 |
| Week                                   | 1                                      | 2                                      | 3                                      | 4                                      | 5                                      | 6                                      | 7                                      | 8                                      | 9                                      | 10                                     | 11                                     | 12                                     | 13                                     | 14                                     | 15                                     | 16                                     | 17                                     | 18                                     | 19                                     |                                        |
| -------------------------------------- | -------------------------------------- | -------------------------------------- | -------------------------------------- | -------------------------------------- | -------------------------------------- | -------------------------------------- | -------------------------------------- | -------------------------------------- | -------------------------------------- | -------------------------------------- | -------------------------------------- | -------------------------------------- | -------------------------------------- | -------------------------------------- | -------------------------------------- | -------------------------------------- | -------------------------------------- | -------------------------------------- | -------------------------------------- | -------------------------------------- |
| Positie                                | 43                                     | 17                                     | 10                                     | 5                                      | 3                                      | 4                                      | 3                                      | 1                                      | 1                                      | 2                                      | 2                                      | 3                                      | 6                                      | 12                                     | 13                                     | 18                                     | 27                                     | 34                                     | 46                                     | uit                                    |

### NPO Radio 2 Top 2000
| Nummer met noteringen in de NPO Radio 2 Top 2000 | '99 | '00 | '01 | '02 | '03 | '04 | '05 | '06 | '07 | '08 | '09 | '10 | '11 | '12  | '13  | '14  | '15  | '16 | '17  |
| ------------------------------------------------ | --- | --- | --- | --- | --- | --- | --- | --- | --- | --- | --- | --- | --- | ---- | ---- | ---- | ---- | --- | ---- |
| Waarom fluister ik je naam nog                   | 705 | -   | 537 | 729 | 907 | 481 | 546 | 634 | 384 | 531 | 553 | 542 | 791 | 1203 | 1536 | 1500 | 1525 | -   | 1959 |

1. ↑  Een '-' betekent dat het nummer niet was genoteerd en een vetgedrukt getal geeft de hoogste notering aan.
2. ↑  Deze tabel is bijgewerkt tot en met de laatste editie (2024).

### Evergreen Top 1000
| Evergreen Top 1000 | Evergreen Top 1000 | Evergreen Top 1000 | Evergreen Top 1000 | Evergreen Top 1000 | Evergreen Top 1000 | Evergreen Top 1000 | Evergreen Top 1000 | Evergreen Top 1000 | Evergreen Top 1000 | Evergreen Top 1000 | Evergreen Top 1000 | Evergreen Top 1000 | Evergreen Top 1000 | Evergreen Top 1000 | Evergreen Top 1000 | Evergreen Top 1000 |
| Jaar               | 2008               | 2009               | 2010               | 2011               | 2012               | 2013               | 2014               | 2015               | 2016               | 2017               | 2018               | 2019               | 2020               | 2021               | 2022               | 2023               |
| ------------------ | ------------------ | ------------------ | ------------------ | ------------------ | ------------------ | ------------------ | ------------------ | ------------------ | ------------------ | ------------------ | ------------------ | ------------------ | ------------------ | ------------------ | ------------------ | ------------------ |
| Positie            | 12                 | 95                 | 15                 | 15                 | 19                 | 30                 | 16                 | 17                 | 34                 | 32                 | 54                 | 50                 | 98                 | 131                | 100                | 84                 |